# Сан Плачидо (Мачерата)
Сан Плачидо је насеље у Италији у округу Мачерата, региону Марке.
Према процени из 2011. у насељу је живело 8 становника. Насеље се налази на надморској висини од 1085 м.